# Kłobuczka
Kłobuczka (Torilis Adans.) – rodzaj roślin należący do rodziny selerowatych. Obejmuje 14 gatunków. Rośliny te występują w niemal całej Europie, w Azji (z wyjątkiem jej południowej i północnej części) oraz w północnej, wschodniej i południowej Afryce. Na kontynentach amerykańskich i w Nowej Zelandii rosną jako rośliny zawleczone. W Polsce pospolicie rośnie kłobuczka pospolita T. japonica, zawlekane przejściowo (efemerofity) bywają kłobuczka polna T. arvensis i kłobuczka kolankowata T. nodosa.

## Morfologia
PokrójRośliny zielne, w większości jednoroczne, rzadziej wieloletnie. Łodygi owłosione, szorstko lub przylegająco, żebrowane i zwykle rozgałęziające się.
LiścieSkrętoległe, wyrastają na całej długości łodygi. Blaszki 2- i 3-krotnie pierzastozłożone.
KwiatyZebrane w baldachy złożone, w których poszczególne baldaszki (jest ich od 2 do 12) są luźno rozmieszczone lub skupione w główkowaty baldach złożony. Kwiatostany powstają na szczycie pędów lub w węzłach. Pokrywy są nieliczne lub brak ich zupełnie, pokrywki występują w liczbie od 2 do 8, są równowąskie, czasem szydlaste. Kielich z drobnymi, ale widocznymi ząbkami działek, trójkątnymi lub lancetowatymi. Płatki korony białe lub czerwonawe, jajowate lub sercowate, wycięte na końcu i tu z łatką zagiętą do wnętrza. W kwiatach brzeżnych płatki są zwykle nieco większe od tych znajdujących się wewnątrz baldachów i skierowanych do jego wnętrza. Stylopodium grube, stożkowate, z krótkimi szyjkami słupków.
OwoceRozłupnia rozpadająca się na dwie rozłupki. Rozłupki są bocznie spłaszczone, mają grzbiety wypukłe, a spodem są bruzdowane. Żebra są niewyraźne z rzędami szczecinek i kolczastych albo brodawkowatych wyrostków.

## Systematyka
Pozycja systematyczna
Rodzaj należy do podplemienia Torilidinae, plemienia Scandiceae z podrodziny Apioideae Seemann, rodziny selerowatych (Apiaceae Lindl.) z rzędu selerowców.
Wykaz gatunków
- Torilis africana Spreng.
- Torilis arvensis (Huds.) Link – kłobuczka polna[4]
- Torilis chrysocarpa Boiss. & C.I.Blanche
- Torilis elongata (Hoffmanns. & Link) Samp.
- Torilis gaillardotii (Boiss.) Drude
- Torilis japonica (Houtt.) DC. – kłobuczka pospolita[4]
- Torilis leptocarpa (Hochst.) C.C.Towns.
- Torilis leptophylla (L.) Rchb.f.
- Torilis nodosa (L.) Gaertn. – kłobuczka kolankowata[4]
- Torilis scabra (Thunb.) DC.
- Torilis stocksiana (Boiss.) Drude
- Torilis tenella (Delile) Rchb.f.
- Torilis triradiata Boiss. & Heldr.
- Torilis ucranica Spreng. – kłobuczka ukraińska[5]